# Ephedra ciliata

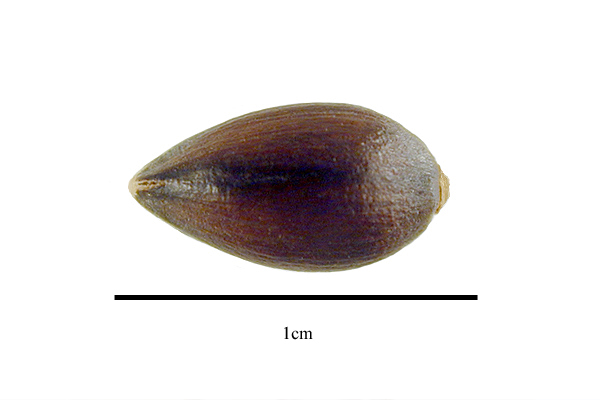
Насіння

Ephedra ciliata — вид гнетоподібних з родини ефедрових (Ephedraceae). Місцем проживання цього виду є Африка, зх. і пд.-зх. Азія.